# Air Burundi
Air Burundi war die nationale Fluggesellschaft Burundis mit Sitz in Bujumbura und Basis auf dem Flughafen Bujumbura.

## Geschichte
Air Burundi wurde 1971 als Societe de Transports Aeriens du Burundi (STAB) gegründet und vier Jahre später umbenannt. Der Flugbetrieb wurde aber 2009 aus finanziellen Gründen eingestellt. Seither existierte die Gesellschaft nur noch als Bodenabfertiger am Flughafen Bujumbura, als Frachtspediteur und Reisebüro. 2013 war mit Hilfe der Volksrepublik China die Wiederaufnahme des Flugbetriebs mit zwei geschenkten Xi’an MA60 geplant. Bis heute (Stand 2014) konnte der Flugbetrieb nicht wiederaufgenommen werden.

## Flotte
Die Flotte der Air Burundi bestand aus einer Xi’an MA60.